# Harnal, Sindgi
Harnal là một làng thuộc tehsil Sindgi, huyện Bijapur, bang Karnataka, Ấn Độ.